# Presa de hielo

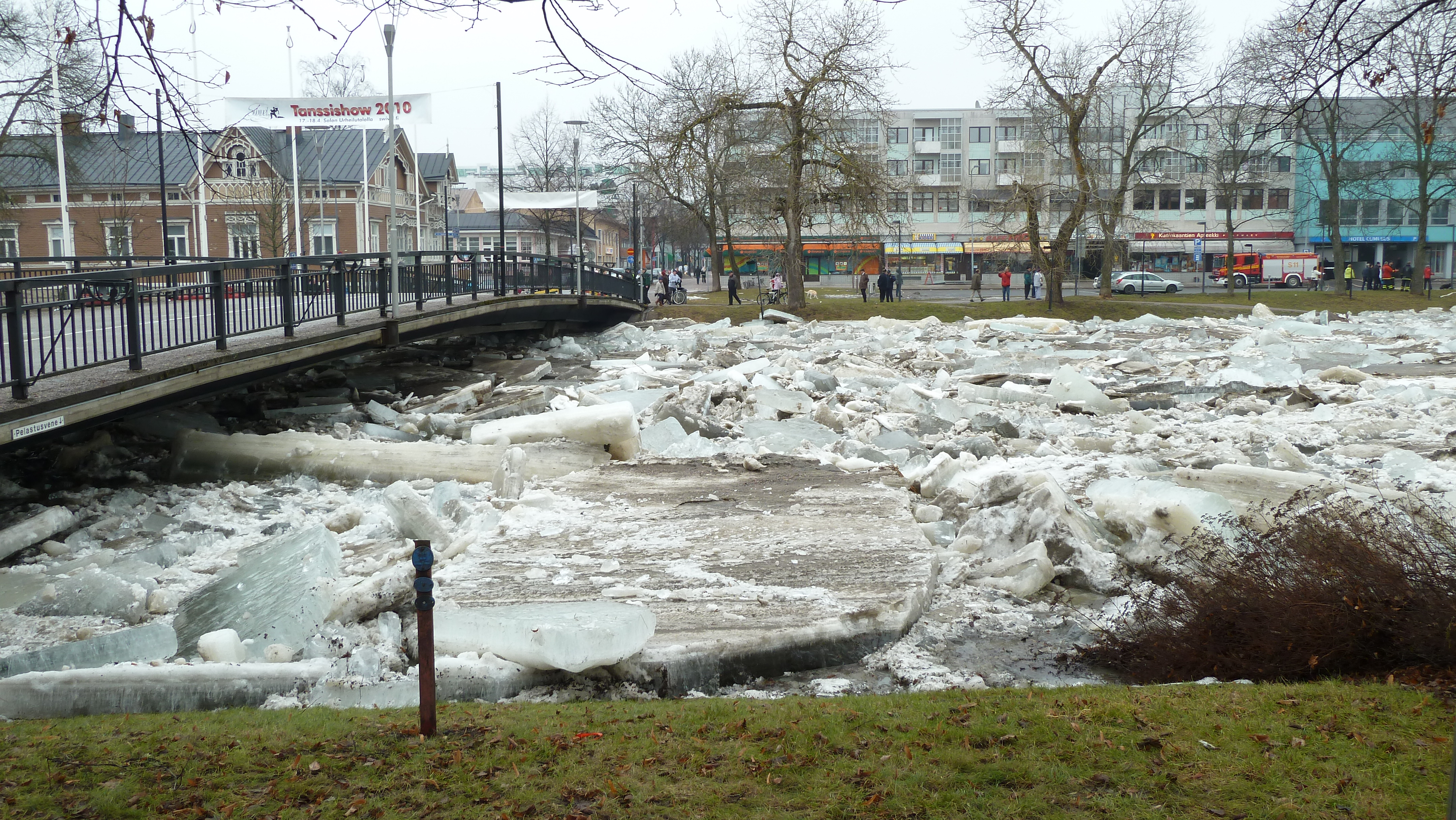
Presa de hielo en el río Uskelanjoki, (Finlandia).

Una presa de hielo (o barrera de hielo) ocurre cuando el agua se acumula debido a un bloqueo o tapón producido por el hielo. Las presas de hielo pueden ocurrir por varios motivos: causadas por un glaciar, sobre un río, sobre los techos de las viviendas.
Una presa de hielo se forma cuando un glaciar, o una capa de hielo, produce un estancamiento de las aguas de fusión o del drenaje natural para formar un lago de hielo. 
Una presa de hielo, a pequeña escala, es un problema en el mantenimiento de las casas en las zonas de clima frío. Se trata de un reborde de hielo que se forma en el techo que no permite que se drene el agua proveniente de las acumulaciones de nieve en el techo.